# マッシミリアーノ・カッピオーリ
マッシミリアーノ・カッピオーリ（Massimiliano Cappioli, 1968年1月17日 - ）は、イタリア・ローマ出身の元サッカー選手、現役時のポジションはMF。

## 経歴
ASローマの下部組織で育ち、1988年に当時セリエCのカリアリ・カルチョでキャリアをスタートさせ、その後チームはセリエAに昇格、UEFAカップ出場権を得るまでになった。カリアリの指揮官であったカルロ・マッツォーネ監督は、ASローマの監督に就任するとカッピオーリをローマ呼び寄せた。その後マッツォーネは、ペルージャ、ボローニャ時代にもカッピオーリを獲得した。
ASローマには3シーズン在籍したが、この間の1994年2月16日、フランスとの親善試合に向けたメンバーに召集され、後半途中から約25分間出場して代表デビューを果たすが、以降召集されなかった。
2003年にターラントFC1927でプロのキャリアに終止符を打ったが、2008年に幼少期を過ごしたアマチュアクラブでプレーイングマネージャーに就任するも、退任して以降はインドネシアで隠遁生活を送っている。

## タイトル
- UEFAインタートトカップ : 1998